# Château de Cussigny
Le château de Cussigny est un château du XVIIIe siècle situé  à Corgoloin (Côte-d'Or) en Bourgogne-Franche-Comté. Au matin du 30 juillet 2023, le château est entièrement détruit par un incendie, ses parties en bois totalement détruites et celles en pierre très fortement endommagées.

## Localisation
Le château est isolé à l'est de Corgoloin et à la sortie nord du hameau de Cussigny.

## Historique
En 1356, le château est attaqué par une compagnie anglaise. En 1372, Jean de Cussigny le tient en fief du duc de Bourgogne. Il passe au début du XVe siècle à la famille de Nanteux puis par mariage à celle de Brasey en 1474 et par succession à la fin du XVIe siècle à celle de Saint-Belin qui la garde jusqu’au milieu du XVIIIe siècle. En 1742, Henri-Bénigne de Saint-Belin le fait rebâtir et il passe dès 1764 à Claude Pierre Poulletier de Perrigny puis en 1788 à Bénigne Antoine Carrelet de Loisy qui supprime l'aile nord et les deux dernières tours d'angle au début du XIXe siècle[réf. souhaitée].
Dans la nuit du 30 juillet 2023, un incendie se déclare dans le château. Les secours sont alertés à 5h30 du matin. Malgré l'intervention d'une quarantaine de pompiers et d'une patrouille de gendarmes, le château est entièrement ravagé. Les parties en bois sont totalement détruites, et les murs de vieilles pierres sont très fortement endommagés et menacent de s'effondrer. Les pompiers parviennent toutefois à empêcher que le feu ne s'étende à la ferme située à côté. Le château étant vide au moment des faits, le sinistre n'a pas fait de blessé,.

## Architecture
Le château actuel orienté face à l’est se compose d'un corps central à fronton flanqué de deux ailes au nord et sud. Le corps central comprend un rez-de-chaussée et deux étages, les ailes un rez-de-chaussée et deux étages dont un de comble. Les toits, couverts de tuiles plates et de tuiles vernissées formant le chronogramme "1771", sont éclairés par des lucarnes et des tabatières. Les communs qui comprennent un rez-de-chaussée et un ou deux étages dont un de comble forment une cour carrée au sud du château. Au sud-ouest de la cour, le pigeonnier comprend un rez-de-chaussée et deux étages[réf. souhaitée].
Les façades et toitures du château à l'exclusion de la tour carrée située au sud-ouest, la chapelle, le pigeonnier sont inscrits aux monuments historiques par arrêté du 28 décembre 1960. La cour d'honneur et le parc par arrêté du 5 juillet 1965.

## Valorisation du patrimoine
En septembre 2022, les habitants des localités proches s'inquiètent à propos d'un projet de village de vacances autour du château.